# Jermak (stadion)
Jermak (celým jménem, česky, Dvorec sporta Jermak, rusky Дворец спорта «Ермак») je ledová aréna ve městě Angarsk v Irkutské oblasti Ruska. Je domovským stadionem týmu NMHL Jermak Angarsk. Patří mezi největší kryté stadiony na východní Sibiři.[zdroj?] Sídlí na adrese Angarsk, 192. čtvrt, budova 6.
Dne 26. března 2015 městské zastupitelství Angarska rozhodlo pojmenovat stadion podle zakladatele angarského hokeje Viktora Fjodoroviče Novokšenova. Dne 10. dubna 2015 byla instalována pamětní deska na fasádu stadionu.

## Arény
Sportovní areál Jermak zahrnuje dvě arény – velkou a malou. Velká aréna pojme 6 900 diváků, malá aréna dokáže pojmout 1 000 diváků.

### Malá aréna
Malá aréna byla otevřena v říjnu 2005. Své domácí zápasy v ní hraje hokejový klub Jermak, který hraje NMHL. 

### Velká aréna
Od října 2010 je otevřena hlavní, velká, aréna s 6 900 místy.